# Îles de la Société astronomique
Les îles de la Société astronomique (en anglais : Astronomical Society Islands) sont un petit groupe d'îles faisant partie de l'Archipel arctique canadien, dans la région de Kitikmeot, au sud-est de la péninsule Boothia (territoire du Nunavut). Ce groupe, d'une étendue d'environ 25 km sur 18, est composé de nombreuses îles plates et rocheuses, souvent à peine séparées les unes des autres par d'étroits canaux. L'île la plus importante, qui se trouve au centre de l'archipel, mesure environ 8 km de long sur 6 de large.
Cet archipel a été exploré par John Ross et James Clark Ross entre 1829 et 1833. Il doit son nom à la Royal Astronomical Society britannique, qui s'est appelée jusqu'en 1831 Astronomical Society of London.